# Caponia secunda
Caponia secunda is een spinnensoort uit de familie van de Caponiidae.
De wetenschappelijke naam van de soort werd in 1900 gepubliceerd door Reginald Innes Pocock.